# Condado de Williamsburg
O Condado de Williamsburg é um dos 46 condados do Estado americano da Carolina do Sul. A sede do condado é Kingstree que é, simultaneamente, a sua maior cidade.

O condado possui uma área de 2 427 km² (dos quais 8 km² estão cobertos por água), uma população de 37 217 habitantes, e uma densidade populacional de 15 hab/km² (segundo o censo nacional de 2000). O condado foi fundado em 1871.
O condado é o mais pobre do estado da Carolina do Sul.